# Almadén de la Plata
Almadén de la Plata es un municipio español de la provincia de Sevilla, Andalucía. Está situado en el cuadrante noroccidental de la provincia, en la comarca de la Sierra Norte y delimitando las provincias de Huelva y Sevilla. Tiene una población de 1328 habitantes (INE 2024).
Su núcleo urbano está sumergido en un valle rodeado de alguno de los altos y abruptos montes de Sierra Morena Sevillana, como son el Cerro del Calvario (645 metros de altitud), el Cerro de los Covachos (568 metros de altitud) y el Cerro de la Bordalla (638 metros de altitud).  
La distancia con Sevilla, la capital de la provincia, es de 69 km y los términos municipales limítrofes son:
| Santa Olalla del Cala | El Real de la Jara          | Cazalla de la Sierra |
| Santa Olalla del Cala |                             | Cazalla de la Sierra |
| El Ronquillo          | Castilblanco de los Arroyos | El Pedroso           |

## Toponimia
El topónimo actual deriva del árabe "al ma‘dín balat”, que significa "Las Minas de la Calzada", ya que, en efecto, posee potentes canteras de mármol, muy explotadas en la Antigüedad, hallándose estas junto a la calzada romana de Ayamonte a Mérida (vía Ab ostio fluminis Anae Emeritam usque). En época Andalusí Almadén significaba "mina" (ma'din) y Plata significaba "camino" (derivado de balat), el topónimo Plata se obtuvo de la derivación de la b en p y la pérdida de la a cuando se trascribió al castellano.

## Medio Físico

### Ubicación
Se encuentra situado a una altitud sobre el nivel del mar de 451 metros, tiene una extensión superficial de 256,02 km², con un perímetro de 83.288,13 metros. Parte de su término municipal se encuentra dentro del parque natural de la Sierra Norte de Sevilla y por su municipio y localidad transcurre el Camino de Santiago de la Plata.

#### Geografía
Es una zona con un vulcanismo antiguo muy importante por las rocas frailescas, nacido a partir de violentas erupciones volcánicas. 
Su término municipal queda delimitado por el río Viar por el este y la rivera de Cala por el oeste. Otros cursos de agua mencionables que discurren por su término municipal son los arroyos Gargantafría, de los Molinos, Cezaílla y de la Mojonera así como los barrancos de la Higuera y el de Barra.
Algunos lugares y paisajes naturales de especial belleza a visitar característicos de la zona son: El Berrocal (reserva natural), Los Covachos (yacimiento neolítico y antiguas canteras romanas), La Bordalla (mirador en su cima), La Traviesa (yacimiento Íbero, mirador y centro astronómico), El Calvario (sus cruces en el Camino de Santiago de la Plata y en su cima el mirador), Rivera de Cala (zona recreativa de la Romería de la Divina Pastora), Arroyo de la Cezadilla (cascadas de El Chorro), Arroyo de Gargantafría (rápidos de Palacios), Arroyo de la Mojonera (Las Hoyas), y Río Viar (embalse de Melonares).

#### Clima
De acuerdo con la clasificación climática de Köppen, Almadén de la Plata tiene un clima mediterráneo de tipo Csa, siendo los veranos cortos, muy calientes, áridos y mayormente despejados y los inviernos son fríos y parcialmente nublados. Como anécdota la ciudad de Jackson (California), Estados Unidos a 9.237 kilómetros de distancia es el lugar extranjero lejano con temperaturas más similares a Almadén de la Plata.

## Historia

### Prehistoria
Su término fue poblado desde tiempos prehistóricos remontándose al Neolítico y Calcolítico ya que los primeros vestigios arqueológicos se han hallado en uno de los yacimientos más importantes el denominado “Los Covachos”.

### Edad Antigua
- Íberos: En la necrópolis Ibera de la Traviesa se conservan restos de gran interés, declarado por Ley 16/85 del Patrimonio Histórico Español e inscrito en el catálogo de Yacimientos Arqueológicos de la Provincia de Sevilla, siendo una de las necrópolis de la Edad del Bronce más importantes de Andalucía Occidental. Se compone de una necrópolis y un poblado.

- Tartessos: Descubrimientos de dos estelas tartésicas que datan de un periodo comprendido entre el final de la Edad del Bronce y el principio de la Edad del Hierro, no se puede discernir si las estelas corresponden al periodo pretartésico (1350-850 a. C.) o al tartésico (850-550 a. C.). Estas estelas son el único registro plástico-gráfico tangible para realizar especulaciones sobre la sociedad indígena, autóctona, antes de la llegada de los fenicios y griegos.

- Fenicios y Griegos: Su origen como asentamiento humano proviene de estos, gracias quizás a la existencia de canteras de mármoles y yacimientos de plata y cobre de la zona. Fue citada por Claudio Ptolomeo como "Iluria".

- Romanos: Fue un núcleo importante gracias sobre todo a sus canteras de excelente mármol, que probablemente a partir de Adriano al menos fueron de propiedad imperial. En la calzada romana vía Italica - Emerita, construida en época flavia, el paraje se conocía como Mons Marmorum, y en su término se encontraba un Pagus Marmorarius o "Aldea del Mármol" (probablemente hoy Los Covachos"). Esto se sabe por el epitafio de un viejo cantero, L. Attius Lucanus, puesto por sus conpagani marmorarienses (se conserva en el Museo Arqueológico de Sevilla). Sus mármoles se proporcionaron como material para la monumentalización de Itálica[5]y otras importantes obras públicas en la Bética occidental (Rodà 1997: 161-162; eadem 1998: 115-116).

### Edad Media
- Musulmanes: Durante el periodo de Al-Ándalus adquiere gran importancia por sus yacimientos de plata, cobre y mármoles. Su actual nombre proviene del árabe “Al Medin Balat”, que significa Las Minas de la Calzada. Bajo la época árabe, se fortificó como avanzada y defensa de Sevilla.

- Reconquista: Fue conquistada por los Caballeros de Santiago durante la conquista cristiana.

### Edad Moderna
Tras la reconquista, Fernando III de Castilla le concedió Carta Puebla y el derecho a tener un escudo propio con el castillo y el león de las armas reales. Más tarde, los Reyes Católicos otorgaron a la villa el título de Leal por la ayuda y el comportamiento tan valeroso en la conquista de Granada. 
En 1594 Almadén formaba parte del reino de Sevilla encuadrado en la Sierra de Aroche y contaba con 306 vecinos pecheros.

### Edad Contemporánea
Durante la Guerra de la Independencia Española tiene relevancia su participación en la Batalla de Bailén.

## Existencia de la Villa
A continuación se relacionan algunas de las aportaciones documentales que hacen referencia a la existencia de la villa.
- Año 1370/1408: Papeles del Mayordomazgo (Archivo Municipal de Sevilla). Repoblación de Almadén.[7]

Es una carta de franqueza firmada en Sevilla el 5 de diciembre de 1370 y confirmada en 5 de mayo de 1408 por el Consejo de Sevilla a favor de Almadén (hoy de la Plata), para frenar su despoblación y que sirviera en la protección de los viajeros que iban y venían por el camino de la plata a la ciudad sevillana, en un terreno abrupto lleno de acechanzas. El texto de 1408, suponemos copia del de 1370, dice así según trascripción
de Hernández:

«E por quanto el dicho cumple mucho a nuestro seruiçio ser bien poblado por que estan en guarda de los que van y vienen a esta çibdad por el camino
de la plata (…) aqui fasemos les merced para siempre jamas que sean francos todos los que y en el dicho lugar del almaden agora moran o moraren(…)»

- Año 1498: Libros de Fábrica de la construcción de la Catedral Gótica de Sevilla.[8]

El 11 de abril de 1498 el maestro mayor, Alonso Rodríguez, fue a Almadén de la Plata (Sevilla) para buscar piedra para la Capilla Real.
- Año 1526: Estancias y viajes del emperador Carlos V.[9]

El jueves 8 de marzo de 1526, El Emperador cenó y pernoctó en Almadén de la Plata.
- Año 1588: Libros de Los Millones.[6]

El 14-06-1588 se recopilan las pilas, lugares, parroquias, casas, vecinos y personas según constaba en los padrones parroquiales del Arzobispado de Sevilla y que a continuación se transcribe:

«ARZOBISPADO DE SEVILLA

Yo Gerónimo de Ortega, Presbítero, Notario público por autoridad Apostólica, y Secretario de Audiencia Arzobispal desta ciudad de Sevilla doy fe y certifico que por los padrones que hacen los curas cada uno en su parroquia, é por un libro que está en los archivos de la dignidad Arzobispal, de los lugares, pilas y vicarías desta ciudad y su Arzobispado, y por otros testimonios é recaudos fidedignos que para el efecto infrascripto por mandato del Licenciado Iñigo de Liciñana, Canónigo de la Santa iglesia desta ciudad, Provisor y Vicario general en ella, é su Arzobispado por el Cardenal Rodrigo de Castro, Arzobispo de Sevilla, mi Señor, se ha hecho é copilado, consta é parece que las pilas, é lugares, é parroquias, casa, vecinos é personas de que presente hay é se hallan en esta ciudad é Arzobispado son los siguientes.
Lugares y Parroquias
Almadén............ Pilas...1		Casas...271		Vecinos...271	 Personas...1074

Según que lo susodicho consta é parece por los dichos libros, padrones é recaudos de suso referidos, y á que refiero, é dello por mandado del dicho Provisor di el presente testimonio ques fecho en Sevilla á catorce de junio de mil é quinientos é ochenta y ocho años(…)»

## Geografía humana

#### Demografía
Cuenta con una población de 1328 habitantes (INE 2024).
| Gráfica de evolución demográfica de Almadén de la Plata entre 1842 y 2021                                             |
| |
| Población de derecho según los censos de población del INE. Población de hecho según los censos de población del INE. |

#### Economía
Su principal actividad productiva en agricultura es el cultivo de cereales y olivares todo ello en secano y en ganadería es la crianza y engorde de cerdos, vacas, cabras y ovejas. También destacan las fábricas de elaboración de jamones, paletas, chacinas y embutidos, la fábrica de esencias para la elaboración de productos de perfumería, la panificadora de pan, el aceite, la caza y la pesca.

#### Evolución de la deuda viva municipal
| Gráfica de evolución de Deuda viva del Ayuntamiento de Almadén de la Plata entre 2008 y 2019                                |
| |
| Deuda viva del Ayuntamiento de Almadén de la Plata en miles de Euros según datos del Ministerio de Hacienda y Ad. Públicas. |

## Patrimonio
La Iglesia de Santa María de Gracia, los restos del Castillo Mudéjar y la Torre del Reloj están situados en las Plazas de la Constitución y del Reloj y forman la zona de interés monumental de Almadén de la Plata.

### Iglesia de Santa María de Gracia[12]

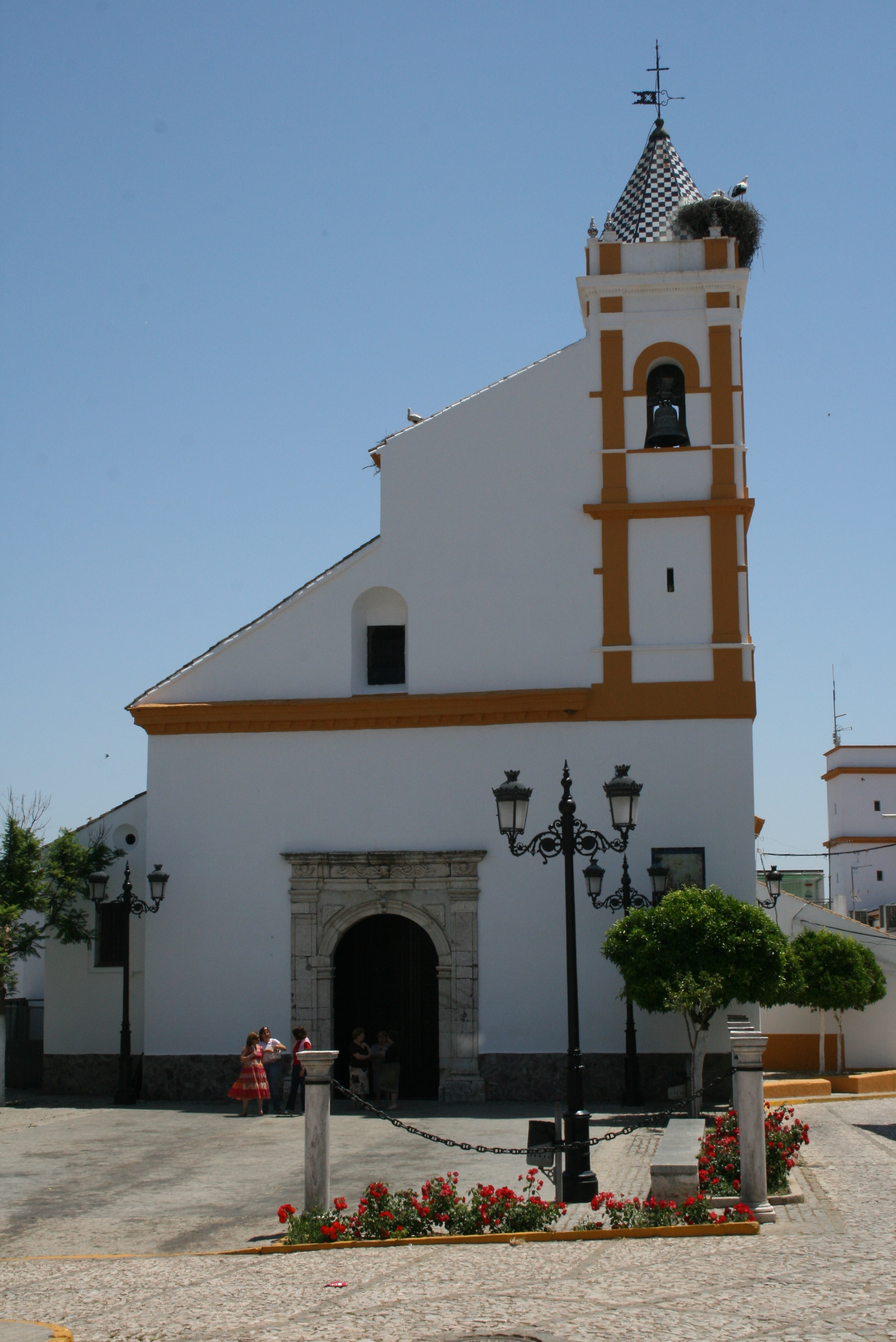
Iglesia de Santa María de Gracia

Data de finales del siglo XVI y principio del XVII, en cuya construcción intervinieron Hernán Ruiz II y Vermondo Resta. El primero, tenía como maestros de albañilería a Juan y Pedro Sánchez Falconete, y el segundo, ya en el siglo XVII, continuó con las obras de la Iglesia junto con el aparejador Bartolomé de Rivera.
Pero fue en 1676 cuando Estéban García, maestro mayor de fábricas del cabildo catedralicio, reconocería las obras de la parroquia de Almadén de la Plata. Durante el siglo XVIII se llevaron a cabo obras de menor importancia bajo la dirección de los arquitectos José Tirado, Francisco Muñoz y Pedro de Silva. La iglesia fue restaurada por última vez prácticamente en su totalidad en el año 2002.
De estilo renacentista y decoración barroca. Su estructura consta de una sola planta de nave simple dividida en cuatro tramos, algunas dependencias y capillas adosadas, con un singular campanario ubicado en el atrio, sobresale la bóveda de media naranja sobre la pechina de la Capilla Mayor y arcos perpiaños en el resto de la nave. La cubierta del cuerpo de la iglesia es de bóveda de cañón con arcos fajones y lunetos. El templo posee dos portadas, una a los pies del templo que es la principal y otra en el muro de la Epístola. La portada principal se compone de arco de medio punto entre pilastras toscanas y el entablamento decorado con grutescos, pudiéndose fechar hacia mediados del siglo XVI. En una pilastra aparece la fecha de 1.676, correspondiente a una reforma del templo. En su interior, destaca un espléndido retablo sevillano del siglo XVIII, así como las esculturas del Cristo del Crucero y la Inmaculada, pertenecientes a los siglos XVI y XVII, respectivamente, entre otras. La orfebrería de esta Iglesia cuenta con una Cruz de plata del siglo XVII y un Cáliz del mismo material del siglo XVIII.
El 4 de enero de 1953 sufrió un gravísimo incendio que destruyó parte de sus tesoros artísticos, tales como el altar mayor de estilo barroco, un cuadro de la Divina Pastora, una imagen de la Virgen del Rosario, etc. El actual altar mayor también de estilo barroco, se instaló después del incendio y proviene de la Iglesia de San Felipe de Carmona (Sevilla).

### Castillo Medieval

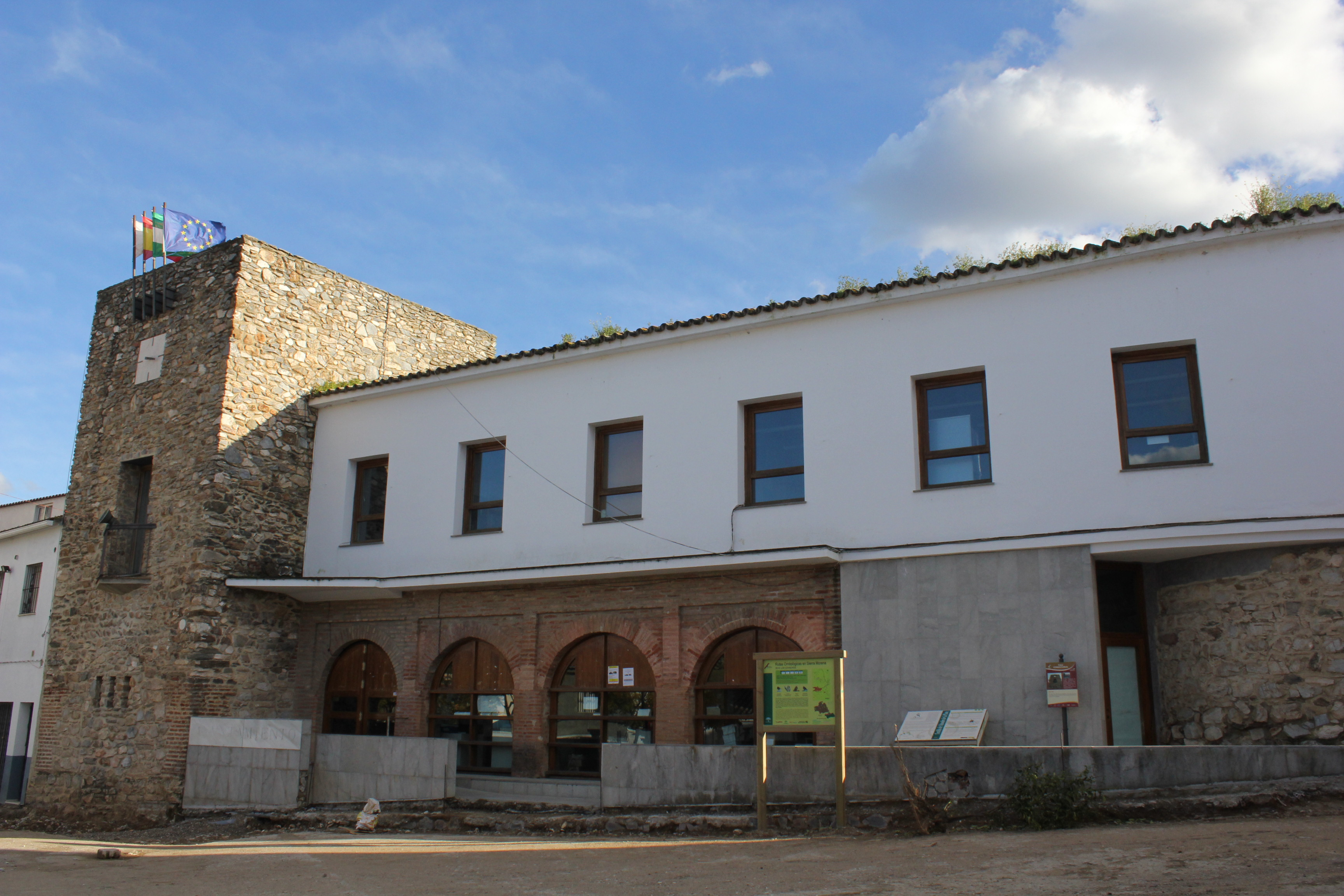
Castillo de la Banda de los Gallegos

La construcción data del siglo XIV (aproximadamente año 1350) y está asentado sobre los restos de un Fortín Romano del siglo I d. C. Se cree que la función de este fortín era proteger una mina situada donde hoy se emplaza la Iglesia de Santa María de Gracia, de ahí que su ubicación no esté en un “punto alto” como el resto de Castillos. De su construcción original aún quedan restos como La Torre del Homenaje (reconstruida),  la puerta original que daba acceso al mismo (acodada con arco trespuntado), un lienzo de muralla en el interior, parte de la Torre de Cubo que hace esquina con la calle Abades y un resto de muralla del mencionado Fortín Romano a continuación de la Torre de Cubo y en la misma calle. Así mismo se sabe de la existencia de restos de elementos del Castillo en el interior de las viviendas que conforman la manzana del recinto.
En el siglo XVIII se utiliza parte de los restos del Castillo para construir un Pósito Municipal para almacenar el grano en la primera planta y se realizan los arcos exteriores de mampostería de arquería de ladrillo.
En la actualidad la Casa Consistorial de Almadén de la Plata, se ubica donde estuviera el posito de grano. 
El castillo perteneció a la denominada Banda Gallega, que constituyó en la Edad Media la frontera norte del Reino de Sevilla. Esta se extendía, desde los castillos fronteros con Portugal al noroeste, por todo el norte del alfoz sevillano. Limitando en esta zona con tierras de la Orden de Santiago. Desde mediados del siglo XIII este cinturón de castillos formó parte de una de las cuatro comarcas en que se hallaba dividido el alfoz o "tierra" de Sevilla en la Baja Edad Media, la sierra Norte. En 1293, el concejo Hispalense solicitó al rey Sancho IV de Castilla, llamado "el Bravo", la construcción de nuevos castillos para fortificar la zona, proteger a la población de los bandidos, controlar las vías de comunicación como la Vía de la Plata y mantener alejados del territorio a portugueses, templarios y santiagueños. Ha sido declarado Bien de Interés Cultural por la Consejería de Cultura de la Junta de Andalucía.
| Bien catalogado | Otras denominaciones            | Web del bien                                                                        | Tipología | RP    | EA        | Fecha      |
| --------------- | ------------------------------- | ----------------------------------------------------------------------------------- | --------- | ----- | --------- | ---------- |
| Castillo        | Castillo de Almadén de la Plata | https://guiadigital.iaph.es/bien/inmueble/8395/sevilla/almaden-de-la-plata/castillo | Monumento | B.I.C | Declarado | 25-VI-1985 |

### Antigua Casa Consistorial y Torre del Reloj

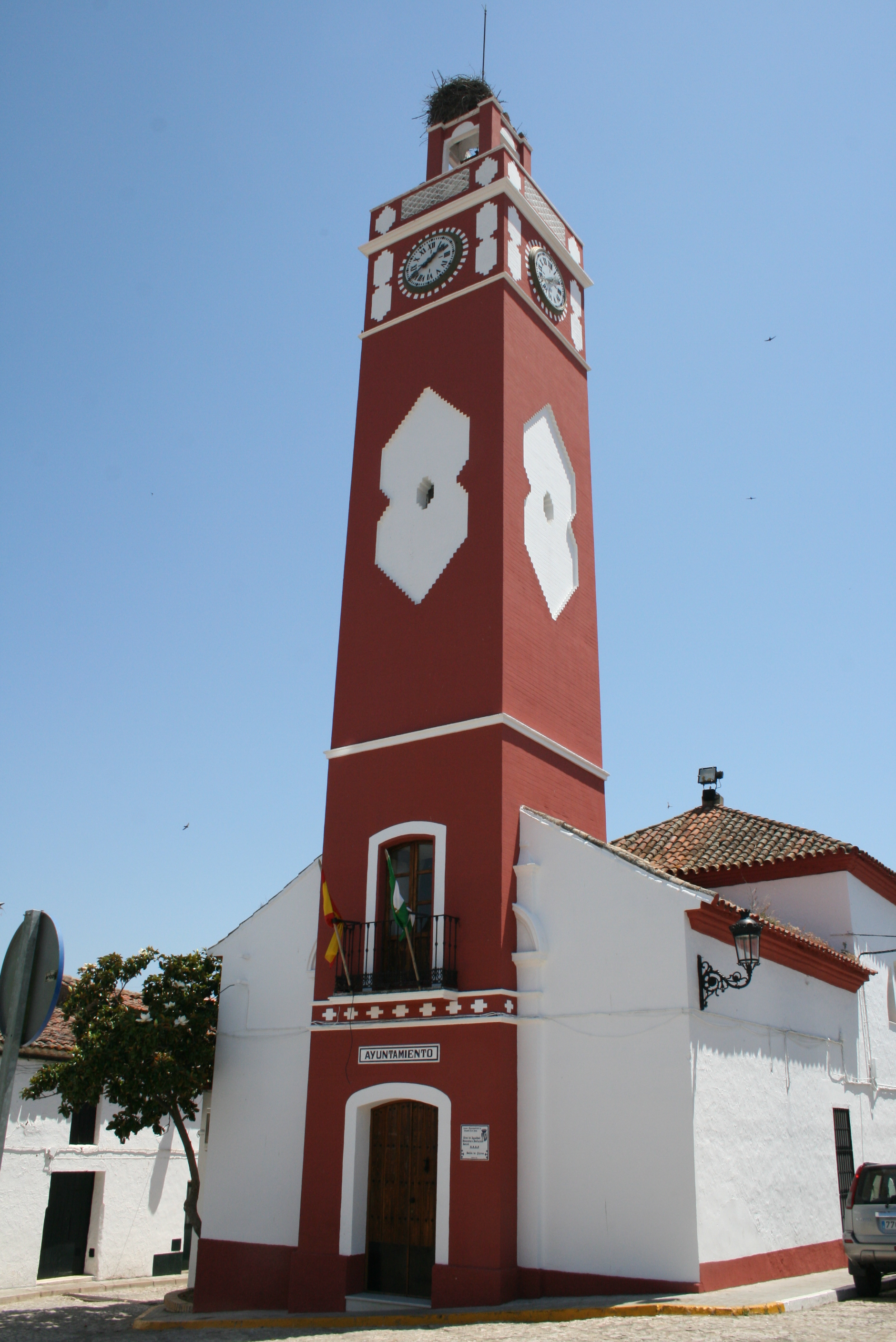
Torre del Reloj

Las antiguas dependencias municipales se encuentran ubicadas en un edificio del siglo XV, que originariamente era un antiguo hospital conocido con el nombre de “Hospital de los Ángeles”, que pasó a convertirse en ermita en el siglo XVII. En 1905 se le añade una torre de estilo neo-mudéjar de 27 metros de altura, la cual está coronada por un reloj de gran precisión en dos de sus lados y una campana, de ahí su nombre Torre del Reloj, símbolo singular de Almadén de la Plata. Actualmente la planta de nave única, son dependencias municipales que se utiliza como salón de plenos y sede de Asuntos Sociales.
Ha sido declarado Bien de Interés Cultural por la Consejería de Cultura de la Junta de Andalucía.
| Bien catalogado           | Otras denominaciones            | Web del bien                                                                                          | Tipología | RP   | EA       | Fecha      |
| ------------------------- | ------------------------------- | --- | --------- | ---- | -------- | ---------- |
| Antigua Casa Consistorial | Antiguo Hospital de los Ángeles | https://guiadigital.iaph.es/bien/inmueble/19446/sevilla/almaden-de-la-plata/antigua-casa-consistorial | - -       | C.G. | Inscrito | 26/11/2007 |

### Fuente de Santiago

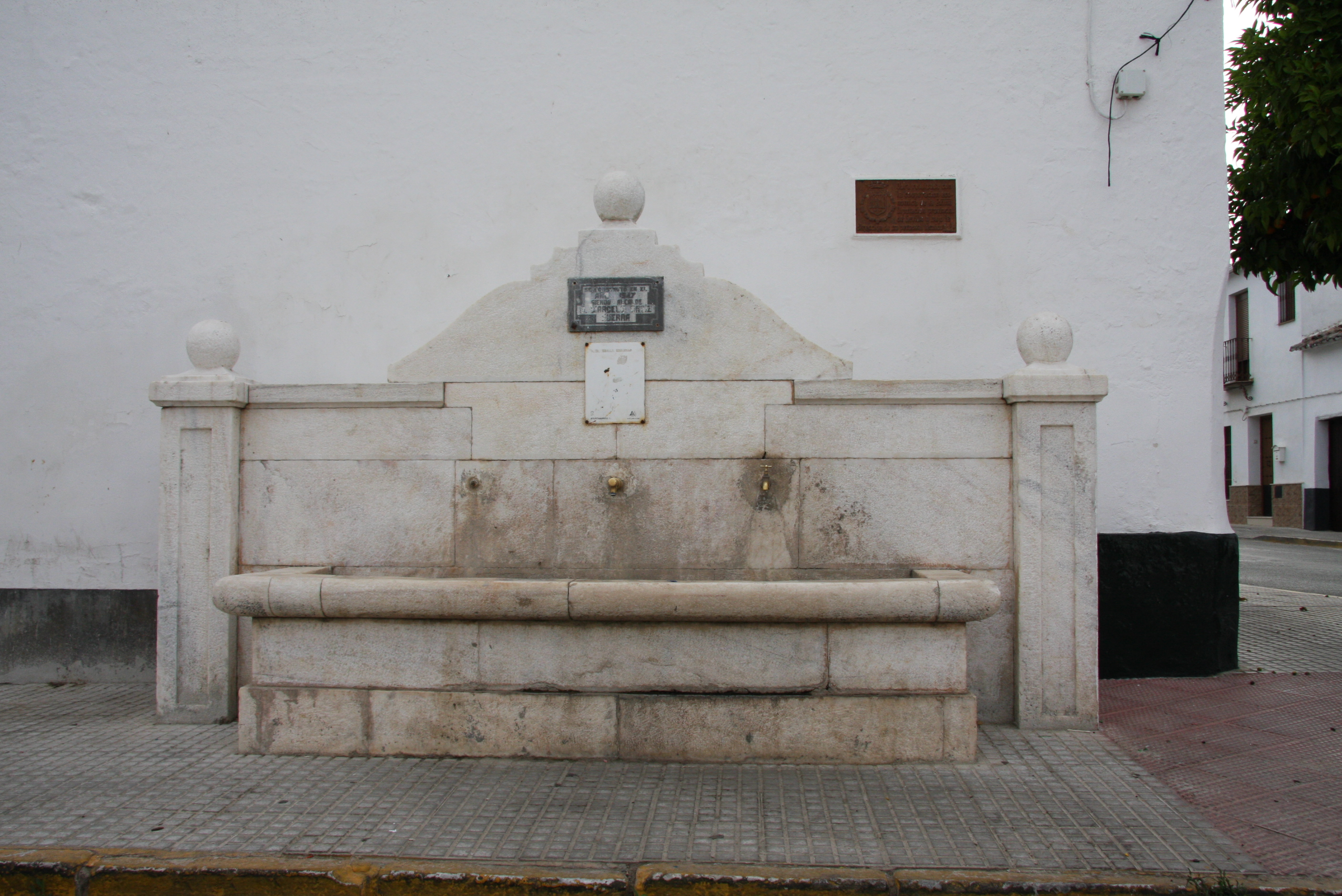
Fuente de Santiago

Es de las más antiguas del municipio, situada en la calle Olmo, junto a la Avenida de Andalucía, la avenida principal cerca de la carretera de Sevilla.  Se trata de una fuente construida en mármol blanco con tres grifos que vierten en un pilar; está constituido por un frontal adosado a una casa y rematado por tres bolas. El agua proviene de un manantial situado a unos 200 m de la fuente en la umbría del monte Calvario, del cual el agua es conducida a un depósito próximo y de aquí a la fuente.
Se construyó en 1947 levantada por los canteros locales siendo Alcalde Marcelo Ortiz Guerra y la ayuda técnica de la diputación como bien reza en sendas inscripciones colocadas en el frontón.
Abastece de agua a los habitantes en días de sequía o restricciones de agua, la gente tiene mucho apego a esta fuente y según ellos el agua es fina, buena para el estómago, para cocer garbanzos, dar buen gusto a todas las comidas y matar bien la sed.

### Fuente del Reloj

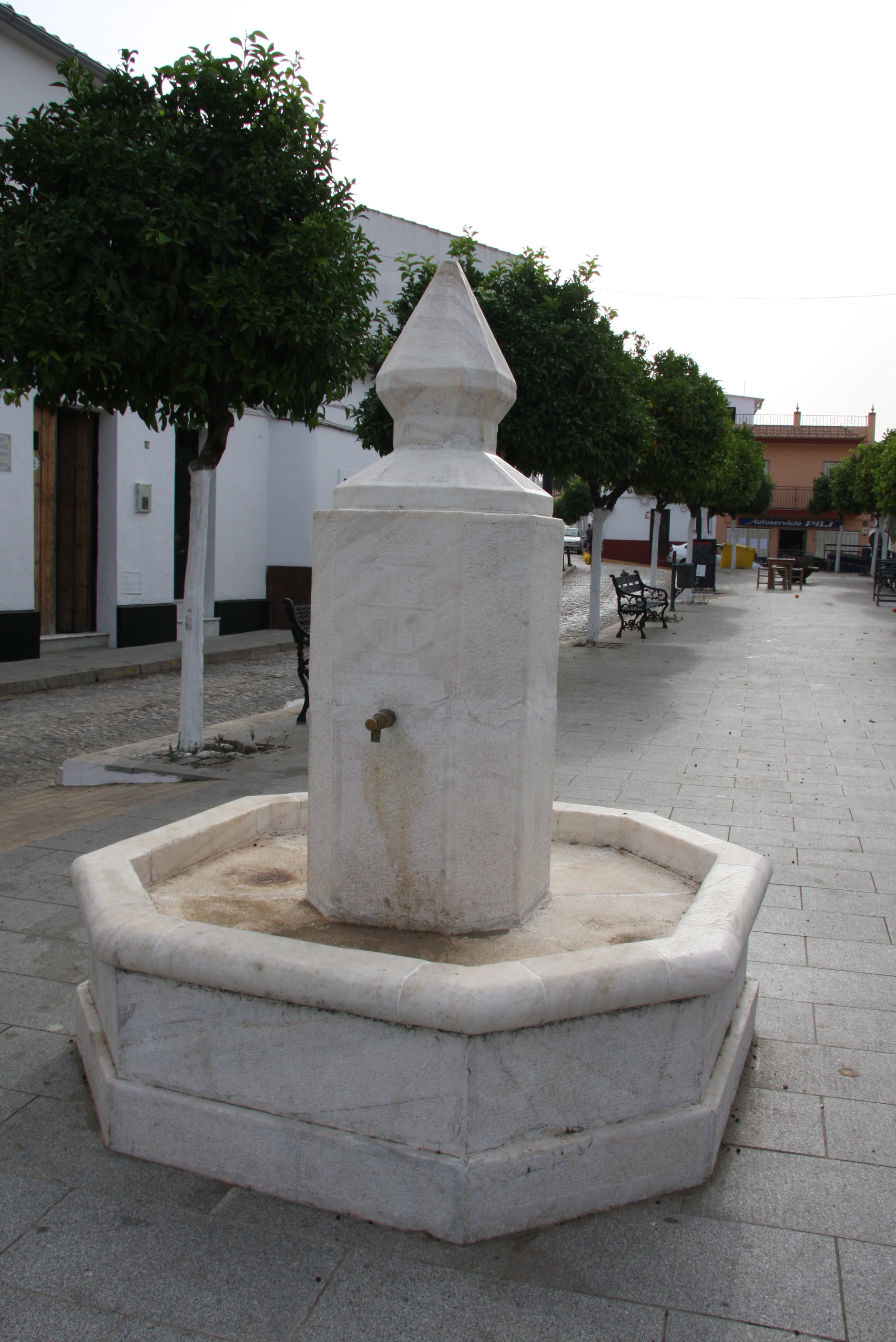
Fuente del Reloj

Se encuentra situada en la Plaza del mismo nombre, es junto con la de la Plaza de la Palmera, la más antigua del pueblo. la fuente del Reloj se construyó en el año 1948 y fue remozada completamente en el año 1987; posteriormente en el año 1994 se arregla la conducción y se conecta con la red de abastecimiento del pueblo ya que se pierde el agua que la abastecía del Cerro de los Covachos. En la época en que se abastecía de su venero solía secarse en la estación estival recuperando su caudal en otoño con las primeras lluvias. 
La fuente está construida de mármol blanco y consta de tres cuerpos, la base o primer cuerpo es de forma octogonal y es donde se recibe el agua formado por un pilar de poca capacidad y un desagüe para evacuarla; el fuste o segundo cuerpo es de forma octogonal y es donde se encuentran ubicados los tres grifos que posee la fuente, estando rematado una de las caras del fuste con el escudo de la localidad y el remate del fuste o tercer cuerpo que es una pieza trapezoidal.

### Fuente de la Palmera

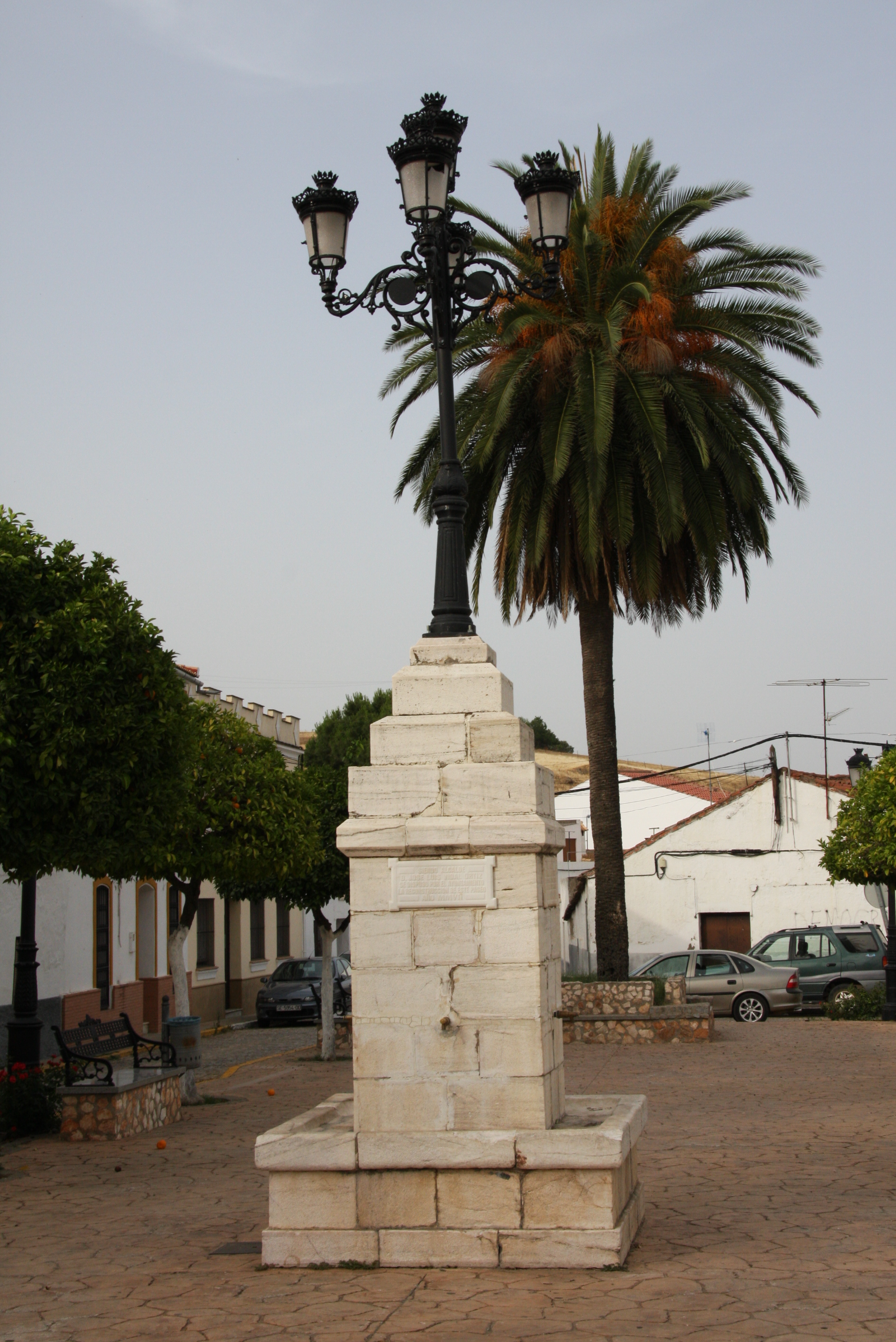
Fuente de la Palmera

La fuente de la Palmera se construyó en el año 1917, es junto con la del Reloj, la más antigua del pueblo. Está situada en la plaza de la Palmera, es de la más antigua de la localidad, ha sido remozada arreglándose la conducción y se conecta con la red del pueblo al perderse la conducción del agua que la abastecía de la Sierra del Calvario.
En la época en que se abastecía de su venero no se secaba en la estación estival bajando su caudal y recuperando el mismo en otoño con las primeras lluvias.
La fuente es de cantero y está construida de mármol blanco, consta de tres cuerpos, la base o primer cuerpo es de forma cuadrada y es donde se recibe el agua la cual integra una pileta de poca capacidad; el fuste o segundo cuerpo es de forma cuadrada y es donde se encuentran ubicados los tres grifos que posee la fuente, estando rematado una de las caras del fuste con una placa en mármol blanco de cuando se construyó la fuente con la leyenda “Siendo alcalde D. Tomás Blanco Pérez, se dispuso por el Ayuntamiento la construcción de esta obra AÑO MCMXVII” y el remate del fuste o tercer cuerpo que es una pirámide escalonada sin vértice y rematada con una farola de forja de cuatro brazos y cinco luces.

### El Pilar

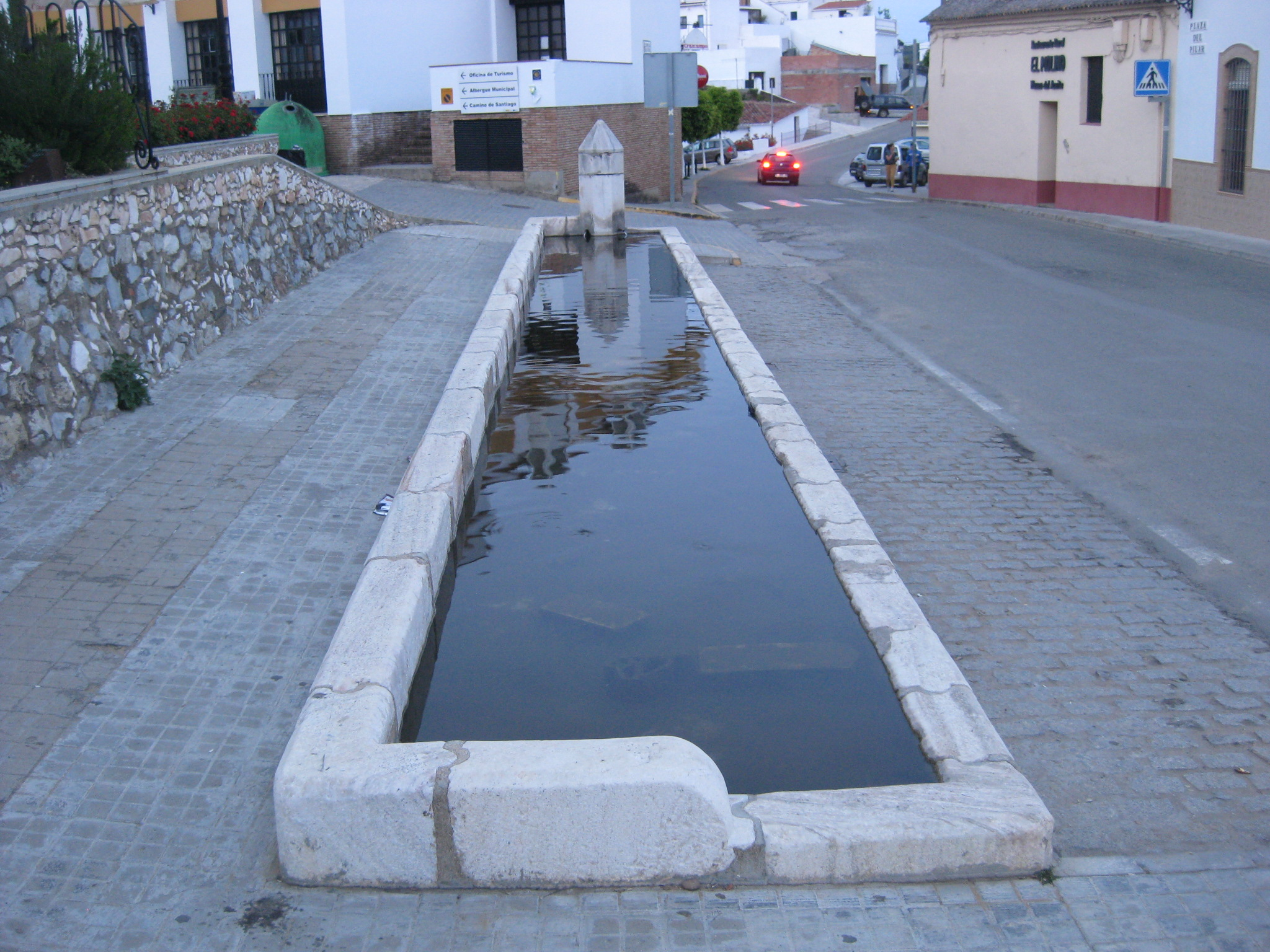
El Pilar

Es el pilón de agua más característico del municipio, situado junto a la carretera principal a Sevilla, en la calle del pilar y muy cercana al Ayuntamiento y el Complejo Cultural y a pocos metros de la Fuente de Santiago.
Se trata de la fuente más antigua del lugar, fue construida en el siglo XIX, existió allí otra de la que solo tenemos testimonios verbales. La actual fue desplazada después de la Guerra Civil por hallarse en el mismo borde de la carretera y dificultar el tránsito por ella, se la adentró algo más de un metro hacia la plazuela, en cuya parte baja está enclavada. por entonces se remozó la cúspide del fuste octogonal que la encabeza, del que surgen dos caños bastante bajos que alimentan el abrevadero, un pilón rectangular de 14 m, todo el conjunto es de mármol blanco.
Antiguamente abrevaba gran número de ganado y durante la feria de septiembre se formaba en torno a ella un buen alboroto.
El agua proviene de un calerizo que tiene su origen en el cerro de los Covachos y si bien es más gorda que la de Santiago, es apreciada por su frescura.

### Cueva de los Covachos
El cerro de los Covachos forma parte de una cordillera situada al norte de Almadén y perteneciente a la Sierra de la Galaperosa. La naturaleza geológica del monte es caliza en su totalidad, lo que ha dado lugar a la formación de cavidades internas. La Cueva de los Covachos es conocida desde el siglo XIV, no obstante, los primeros estudios de carácter científico datan de la década de los sesenta del siglo XX, concretamente de los trabajos de Collantes de Terán, quien realizó dos catas en 1964. Posteriormente, M.A. Vargas realizó un estudio fundamentado en el análisis de las piezas exhumadas en los sondeos realizados por Collantes y otros elementos recogidos por él mismo en niveles superficiales. Sus conclusiones valoraban la horquilla cronológica del yacimiento, situándola entre el Calcolítico inicial (3.000 ane) y el Bronce inicial (1.800 ane). 
El trabajo más completo realizado hasta el momento en el interior de la cavidad se debe al proyecto ejecutado entre 1997 y 2000 por un equipo de investigación constituido por la Sociedad Espeleológica GEOS y por el grupo de investigación "Geomorfología Ambiental y Aplicada" de la Universidad de Huelva (Caro Gómez et al. 2002). Fue entonces cuando se realizó el levantamiento topográfico de la cavidad, y se determinó una longitud de la misma de 593,48 metros con un desnivel positivo de +4,25 metros y desnivel negativo de -24,53 metros. 
Sitios con manifestaciones rupestres: Fue en febrero de 1997 cuando se apreciaron una serie de marcas en una de las paredes del interior de la cavidad, aparecían en un espeleotema localizado en la parte central de la que posteriormente se denominaría Sala de los Grabados. Se han documentado pinturas esquemáticas en el abrigo de la entrada y otras representaciones rupestres en el interior de la cueva (Caro Gómez y Álvarez García 2000). Se ha constatado la presencia de signos (grabados) o pintura en 181 puntos situados a lo largo de gran parte del recorrido de la cueva; tanto en salas, corredores, como en lugares de difícil acceso. Igualmente, se han detectado pinturas esquemáticas en el abrigo rocoso de la entrada de Los Covachos. 
Leyenda: Hasta los últimos contornos de esta gruta se adentraba a mediados del XVIII el párroco Antonio Apolinar, cuyos restos descansan en el templo melojero. Las incursiones del presbítero dieron lugar a una leyenda que asegura la existencia de un pasadizo que conectaría la parroquia de Almadén con las entrañas de la montaña, hueca en esta cavidad esculpida por la naturaleza en el corazón de la sierra. Del pasadizo y las andanzas de este cura no sólo da cuenta la leyenda, también las huellas que dejó grabadas entre los años 1764 y 1769, que hoy avivan los misterios por resolver en la caverna.
Accesibilidad: El acceso al interior de la cueva es restringido (solo es posible para realizar actividades científicas y espeleológicas, y siempre con autorización).
Ha sido declarado Bien de Interés Cultural por la Consejería de Cultura de la Junta de Andalucía.
| Bien catalogado       | Otras denominaciones | Web del bien                                                                                     | Tipología | RP     | EA       | Fecha      |
| --------------------- | -------------------- | ------------------------------------------------------------------------------------------------ | --------- | ------ | -------- | ---------- |
| Cueva de los Covachos | -                    | https://guiadigital.iaph.es/bien/inmueble/5108/sevilla/almaden-de-la-plata/cueva-de-los-covachos | Monumento | B.I.C. | Inscrito | 29/06/1985 |

## Minas
Desde sus orígenes la explotación minera está claramente asentada en Almadén de la Plata, constatándose multitud de yacimientos y explotaciones repartidas en todo su término municipal. El pueblo debe su nombre a la importancia de sus antiguas minas, en especial de mármol azul y argentífero. Su núcleo urbano posee la forma de los pueblos mineros, con casa alineadas en calles rectilíneas.
En aquellos albores debió existir un poblado minero, de nombre aún hoy desconocido quizás fundado por las oleadas de pobladores mediterráneos, como Fenicios y Griegos, navegantes incansables en busca de metales preciosos. En la época romana se tiene constancia de la existencia de un Pagus Marmorarius o "Aldea del Mármol" por sus canteras de mármol, pero fue en la época musulmana cuando sus canteras de mármol y sus yacimientos de plata adquirieron más importancia, de ahí la denominación de "Al Medin" cuya traducción "la mina" no puede ser más explícita.
Se datan explotaciones de mármol y yacimientos de plata principalmente, aunque existen explotaciones de granito y yacimientos de oro, cobre y diversos metales, pero en la actualidad no existe ninguna explotación ni yacimiento con actividad minera activa.
A continuación se transcriben las minas registradas en Almadén de la Plata entre los años 1564 y 1694, según el Registro y Relación General de Minas de la Corona de Castilla del año 1832, siendo extraída la información del Real Archivo de Simancas:

- En 5 de junio de 1564 ante los oficiales de S.M. en las minas de Guadalcanal, pareció Juan Fernandez, y registró una mina en término de la villa del Almaden de la Plata, provincia de Sevilla, al pago y parte llamada la Molezuela, que era una vena vieja que estaba ya ahondada, y tenia un padrasto por la testera de la parte de abajo junto á ella, y orilla de unas madroñeras altas y un alcornoque al lado, y por bajo de la vena nacia agua y habia un pradillo de juncia.
- En 13 del mismo mes y año. Martin Ruiz, vecino de Cazalla, registró ante los mismos oficiales una mina en término del dicho lugar del Almaden, al pago de la Quintería, en el camino que iba á la huerta de Alonso Muñoz, á la mano derecha del camino como iban del referido lugar á la huerta, y por bajo de la mina habia otra huerta que salia una fuente de ella.
- En 20 del expresado mes y año. Alonso Muñoz registró una mina de oro y plata en término del mismo lugar del Almaden, á do llaman la Quintería, en medio de la vereda que iba á la huerta del dicho Alonso Muñoz, con sus ramales.
- En 13 de octubre del referido año. Diego de Montalban, por sí y en nombre de Juan Hurtado y Anton Herrero, registró una mina en término del Almaden de la Plata, á la parte que llamaban Juan Agudo, junto á un arroyo de agua llovediza, que podria haber un cuarto de legua del dicho lugar.
- En 8 de noviembre de 1567. Bernardo Diaz registró una mina de cualquier metal que fuese en término de Almaden de la Plata, á la venta de Mari Martin, junto al camino que viene de Sevilla á mano derecha.
- En 12 de diciembre del mismo año. Francisco Perez de Canales registró seis minas de cualquier metal que fuese en término de dicha villa del Almaden: una junto al colmenar de la Molezuela, que era de Bartolomé Hidalgo: otra en un pedazo, viniendo del dicho colmenar al lugar: otra que estaba tambien en otro pedazo, pasando el arroyo de Garganta fría, en un cerro cerca del camino: otra en el mismo cerro en lo alto por encima de la dicha mina: otra en el dicho cerro á la caída dél, como vienen al dicho pueblo; y la otra en la Quinteria, que corria desde la casa de la huerta de Alonso Muñoz al mismo pueblo, y tenia tres ó cuatro pozos.
- En 24 de enero de 1568. Alonso de Córdoba, en nombre de Francisco Perez de Canales, registró una mina de cualquier metal que fuese á las hombrias del Torbiscal, donde habia una mina vieja, la cual registraban por desamparada, en término del Almaden de la Plata.
- En 15 de marzo del mismo año. Pero Hernandez registró una mina de cualquier metal que fuese en término del Almaden de la Plata, á la parte que dicen de Ayona, junto al puerto que da vista á Cantalobos.
- En 16 de dicho mes y año. Francisco Perez de Canales, por sí y en nombre de Alonso y Hernan Muñoz, y de Alonso de Cárdenas, registró una mina en término de la villa del Almaden de la Plata, en la vereda que iba el arroyo arriba del Gato, que iba á dar á la dicha vereda, á las laderas, entre la dicha vereda y los Majadales.
- En el propio dia mes y año. El dicho Francisco Perez de Canales á nombre de los mismos, registró una mina en término de la villa del Almaden de la Plata, al pie de un berrezal que estaba en las laderas que iban al horno de la cal en un cerro alto en medio de la vereda.
- En 7 de abril del referido año. El mismo Francisco Perez de Canales, en nombre de Martin Ruiz de Godoy, registró dos minas de cualquier metal que fuese en término del Almaden de la Plata; la una donde dicen la Sierra del Puerto, de este cabo de Garganta fría, viniendo de Palacio al dicho Almaden á la mano derecha, un tiro de ballesta de Garganta fría; y la otra en los Linarejos, junto á la viña del Gato, que era de Alonso Vazquez, entre la viña y la era.
- En 23 del expresado mes y año. El mismo Canales, en nombre de Anton Herrero, Andres de Saavedra y Juan Rodriguez de Ágreda, registró una mina de cualquier metal que fuese en término del Almaden de la Plata, á do decian los Manaderos, encima de la viña de Lopez Rodriguez de MariAnton.
- En 12 de mayo del mismo año. El susodicho Canales registró una mina de cualquier metal que fuese en término del lugar del Almaden de la Plata, al pozo viejo del Herrador, á la cuesta de Garganta fría, por cima del camino que iba á la dicha mina á mano izquierda.
- En 7 de junio del dicho año. Francisco Perez de Canales registró en término del Almaden de la Plata, una mina de cualquier metal que fuese, y descubrió junto al arroyo de Garganta fría, por bajo del camino que iba á la Molezuela, debajo del pozo viejo.
- En igual dia mes y año. El mencionado Canales registró una mina de cualquier metal que fuese en término del Almaden, en el arroyo de los Carrizos, por encima del camino á mano izquierda, junto al trigo de Bartolomé Rodriguez Duque.
- En 2 de julio del referido año. El mismo Francisco Perez de Canales registró por sí, y en nombre de Martin Ruiz de Godoy, dos minas á una estaca de compañía en término del Almaden de la Plata, á do decian la Quinteria, en el majuelo de Juan Sanchez de Jaen.
- En dicho dia mes y año. El dicho Francisco Perez registró dos minas en término del Almaden de la Plata, á do dicen la Quinteria, junto á las casas de fundir que estaban en ellas, propias del dicho Francisco Perez.
- En el mismo dia mes y año. El referido Canales registró dos minas en término del Almaden de la Plata, á do decian la Quinteria del Cordobés, y estaban situadas á una estaca de compañía.
- En 22 de diciembre del expresado año. Francisco Perez de Canales, por sí y en nombre de su hijo Juan Perez de Canales, registró dos minas cerca la una de la otra, en una estaca en término del Almaden de la Plata, do decian la Molezuela, en el cerro Záquito á los tasares, donde tenia Andrés Gonzalez su sementera, entre los tasares y la mina vieja de la Molezuela.
- En 29 del mismo mes y año. El dicho Francisco Perez de Canales, en nombre de Anton Herrero, registró una mina de cualquier metal que fuese en término del Almaden de la Plata, en una humbria de Juan Luengo, en el arroyo de la Higuera y el camino que va del dicho lugar á la Quinteria.
- En 5 de enero de 1569. El referido Canales, por sí y en nombre de Alonso de Cárdenas, registró una mina de cualquier metal que fuese en término del lugar del Almaden de la Plata, do decian los Chorros de los Mozos entre pilar de los hornos y la cruz que estaba entre los caminos.
- En 11 de noviembre de 1608 se dió Carta para que justicias del reino dejasen heneficiar al referido Juan Canales de Córdoba ciertas minas que habia descubierto en diferentes puntos, y eran las siguientes: una mina de oro en de la villa de Fregenal, provincia de Extremadura, en sierra que dicen de San Cristobal: otra tambien de oro en término de la villa de Cáceres: otra de cobre en término de Montoro, provincia de Córdoba, junto al rio de la Sayaga, frontero de Valquemada abajo: otra mina vieja de cobre en el Almaden, tierra de Sevilla: otra media legua de ésta en una piedra verde y azul: otra de cobre cerca de la Dehesa de Zafra: otra del mismo metal, término de Santa Brígida en Galaroza: otra en el mismo término de Zafra: otra en término de Guadalcanal: otras dos de cobre y plata en Mazarambroz: otra de plata en el término de la dehesa de la Figueruela: otra de plomo-plata en la misma dehesa: otra de plata y cobre en término de Guadalcanal, Hornachos y Llerena.
- En Madrid á 7 de mayo de 1609. Carta para que el Pedro Fernandez de Barragan y consortes pudiesen beneficiar una mina en término del Almaden de la Plata, reino de Sevilla, la cual estaba abierta y desamparada hacía catorce años.
- En 22 de diciembre de 1635. Cédula de S.M. concediendo licencia al capitan Diego Mauricio, vecino de San Lucar de Barrameda, y consortes, para beneficiar tres minas de oro, plata, cobre y otros metales que habian descubierto una en término del Madroño, partido de Alcaráz; otra en el cerro de Monterubio, término de Zalamea, y otra en el del Almaden de la Plata, á un lado de Castilblanco.
- En 24 de diciembre de 1616. Carta para que Juan Fernandez del Corral, racionero de la santa iglesia de Sevilla, pudiese beneficiar en término de la dicha villa del Almaden una mina de plata que habia descubierto.
- En 27 de setiembre de 1694. Cédula de S.M. concediendo licencia á don Mateo de Guren, para beneficiar una mina de plata que habia registrado en la villa del Almaden, y sitio encima de los molinos.

## Naturaleza
- Fincas Públicas:
1. Las Navas-Berrocal.
2. La Traviesa.

- Rutas y Senderos:
1. Ruta del Camino de Santiago de la Plata
2. GR-48 Sendero de Sierra Morena.
3. Sendero Cortijo del Berrocal.
4. Sendero de la Mancha del Berrocal.
5. Sendero de las Rañas.
6. Sendero de los Arrianales.
7. Sendero de los Molinos.
8. Sendero del Calvario.
9. Sendero La Traviesa.

- Miradores:
1. Mirador del Cerro del Calvario.
2. Mirador de la Bordalla.
3. Mirador de la Traviesa.

- Áreas Recreativas:
1. Cortijo del Berrocal.
2. Rivera de Cala.

- Centro de Visitantes:
1. Cortijo del Berrocal.

- Aguas Continentales:
1. Río Viar y su embalse de Melonares.
2. Rivera de Cala.

## Fiestas y Eventos
- Cabalgata de los Reyes Magos.
- Carnaval.
- Semana Santa.
- Fiesta de los Judas (Domingo de Resurrección).
- Cruz de mayo.
- Romería en honor a la Divina Pastora.
- Corpus Christi.
- Fiesta del Pirulito.
- Semana Cultural.
- Fiestas en honor a la Patrona Nuestra Señora la Virgen de Gracia.
- Feria de agosto.
- Fiestas en honor al Patrón Nuestro Señor el Cristo del Crucero.
- Día del Jamón.
- Actividades culturales y gastronómicas Navideñas.

## Gastronomía
La gastronomía melojera, se basa en la carnes de caza, en los productos derivados del cerdo ibérico y en sus dulces artesanos.
Visitar Almadén de la Plata es disfrutar de su gastronomía contando con varios restaurantes y bares (Casa Concha, Casa Antonino, El Reloj, La Muralla, El Molino, La Morena, La Tinaja, Las Hermanas, etc.) donde se pueden degustar suculentas recetas.
Los platos típicos de la localidad son las calderetas de venado y jabalí, las carnes ibéricas a la brasa, plancha o guisada, todo ello acompañado de las mejores chacinas (Salchichón, Chorizo, Morcón, Caña de Lomo, etc.) y uno de los más prestigiosos de los tesoros de la Sierra Norte de Sevilla: el Jamón Ibérico de Bellota y después de lo salado un buen café con dulces como los típicos pestiños, hornazos, buñuelos, bollas, etc (Puesto churros y buñuelos).